# Roland Gransart
Roland Gransart (Marseille, 1954. január 1. –) francia labdarúgóhátvéd, edző. Édesapja a szintén labdarúgó Maurice Gransart.